# Hulikatti, Shiggaon
Hulikatti là một làng thuộc tehsil Shiggaon, huyện Haveri, bang Karnataka, Ấn Độ.